# Aéroport régional de Monterey
L'aéroport régional de Monterey est un aéroport situé à 5 km au sud-est de Monterey, dans l'État de Californie, aux États-Unis.

## Histoire
Il fut ouvert en 1936 et portait le nom de Monterey Peninsula Airport jusqu'à ce qu'il fut renommé le 14 septembre 2011.

## Pistes
L'aéroport occupe une surface de 242 ha et possède deux pistes :
- 10R/28L: 7,404 x 150 ft (2,257 x 46 m) asphalte
- 10L/28R: 3,503 x 60 ft (1,068 x 18 m) asphalte

## Situation
| Burbank Santa Rosa Arcata CA Long Beach Merced Santa Monica Fresno Los Angeles Palm Springs Sacramento San Diego San Francisco San Jose Oakland Ontario Santa Ana Monterey Chico Crescent City Imperial Inyokern Mammoth Lakes Carlsbad Bakersfield Modesto Redding San Luis Obispo Santa Barbara Santa Maria Stockton Visalia |

## Compagnies aériennes et destinations
| Compagnies      | Destinations                          |
| --------------- | ------------------------------------- |
| Alaska Airlines | San Diego, Seattle-Tacoma             |
| Allegiant Air   | Las Vegas, Portland                   |
| American Eagle  | Dallas-Fort Worth, Phoenix-Sky Harbor |
| JSX             | Burbank-Hollywood, Santa Ana-J. Wayne |
| United Express  | Denver, Los Angeles, San Francisco    |

Actualisé le 06/01/2022